# Nitrifikacija
Nitrifikacija je biološka oksidacija amonijaka (NH3) s kisikom v dušikovo kislino ali nitrate (NO3). Nitrifikacija ima pomembno vlogo pri kroženju dušika v prsti. Ta proces je odkril ruski mikrobiolog Sergej Vinogradski. 

## Mikrobiologija
Oksidacija amonijaka v nitrite poteka v dveh stopnjah, s pomočjo dveh vrst organizmov, nitifikacijskih bakterij in nitrifikacijskih arhej. Le ena vrsta nitrifikacijskih arhej, Nitrosopumilus maritimus, je bila izolirana in proučevana. Najbolj pogoste nitrifikacijske bakterije v zemlji so vrste Nitrosomonas in Nitrosococcus. Čeprav pri procesu nitrifikacije sodelujejo tako bakterije, kot arheje, so arheje pogostejše. To velja za prsti in morsko okolje. 
V prvi stopnji bakterije vrste Nitrosomonas povzročajo oksidacijo amonijaka v dušikasto kislino. V drugi stopnji bakterije vrste Nitrobacter oksidirajo dušikasto kislino v dušikovo kislino. 
Amonijak, ki se sprošča med razkrajanjem organske snovi, rastline s težavo sprejemajo. Šele po oksidaciji amonijaka v nitrate postane dušik dostopen za rastline. 
Nasproten proces od nitrifikacije je denitrifikacija. 
Nitrifikacijski organizmi so kemoavtotrofni, torej uporabljajo ogljikov dioksid, kot vir ogljika za svojo rast.

## Ekologija
Nitrifikacija igra zelo pomembno vlogo pri odstranjevanju dušika iz komunalne odpadne vode. Konvencialna odstranitev je nitrifikacija, sledi ji denitrifikacija. Skrivnost tega postopka je v glavnem v prezračevanju (dovajanje kisika v reaktor) in dodajanje zunanjega vira ogljika (metamola) za dezinfekcijo.
Nitrifikacija se lahko pojavi tudi v vodovodnem sistemu pitne vode. V vodovodnih razdelilnih sistemih kjer kloriranje uporabljajo kot sekundarno razkužilo lahko prisotni prosti amonjak deluje kot substrat za amonijakove-oksidativne mikroorganizme. Ta reakcija lahko privede do izčrpavanja razkužila v vodovodnem sistemu. 
V večini življenjskih okoljih delovanje teh mikroorganizmov najdemo skupaj, dajejo nitrat, kot končni produkt. Vendar, je mogoče oblikovati sistem, kjer nastaneta  nitrita (proces Sharon). Proces amonifikacije in nirtifikacije skupaj oblikuje proces mineralizacije, ki se nanaša na celoten razkroj organskega materiala s sproščanjem dušikovih spojin. To je razvidno v dušikovem ciklu.

## Kemija
Nitrifikacija je proces oksidacije dušikovih spojin.
1. NH3 + CO2 + 1.5O2 + Nitrosomonas → NO2- + H2O + H+
2. NO2- + CO2 + 0.5O2 + Nitrobacter → NO3-
3. NH3 + O2 → NO2- + 3H+ + 2e-
4. NO2- + H2O → NO3- + 2H+ + 2e-